# Дынер, Павел Григорьевич
Павел Григорьевич Дынер (1902—1983) — советский военачальник, генерал-майор инженерно-технической службы (1945), участник Великой Отечественной войны.

## Биография
Родился 12 июля 1902 в Киеве.
С 1924 года призван в ряды РККА, служил в войсках Украинского военного округа в должностях красноармейца, командира отделения и помощника командира взвода 3-го отдельного радиотелеграфного батальона. В 1925 году обучался на заочном отделении Киевской военной школы связи имени М. И. Калинина. С 1925 по 1930 год обучался в Киевском политехническом институте. С 1930 по 1941 год — старший инженер Управления трудовой колонии НКВД и главный инженер Управления тылом НКВД УССР.
С 1941 года вновь призван в ряды РККА, служил в составе 15-й танковой дивизии в должностях помощника начальника технической части 29-го танкового полка и помощника командира батальона этого полка. Участник Великой Отечественной войны с первых дней войны, с августа по сентябрь 1941 год — помощника командира 15-й танковой дивизии по технической части, воевал в составе 6-й армии на Юго-Западном фронте.
С сентября 1941 по апрель 1942 год — помощник командира 1-й гвардейской танковой бригады по технической части, под руководством генерал-майора М. Е. Катукова. 3 октября 1941 года бригада вошла в оперативное подчинение 1-го особого гвардейского стрелкового корпуса генерал-майора Д. Д. Лелюшенко и выступила на Мценск (Орловско-Брянская операция), где с 4 по 11 октября вместе с другими частями и соединениями 1-го корпуса вела бои с превосходящими частями немецкой 2-й танковой группы генерал-полковника Гейнца Гудериана. 17 октября 1941 года бригада начала переброску своим ходом под Москву на волоколамское направление и вошла в состав Западного фронта, где ей была поставлена задача по обороне рубежа к северу от шоссе Волоколамск — Москва, проходивший через сёла Моисеевка, Ченцы, Большое Никольское, Тетерино, разъезд Дубосеково, вместе с частями 316-й стрелковой дивизии (генерал-майор И. В. Панфилов) и кавалерийской группой (генерал-майор Л. М. Доватор). В составе бригады участвовал в Московской битве.
С апреля по сентябрь 1942 года — заместитель командира 1-го танкового корпуса по технической части.
С 1942 по 1943 год — заместитель командира 3-го механизированного корпуса по технической части. С 7 февраля 1943 по 26 апреля 1949 года — заместитель командующего 1-й гвардейской танковой армией по технической части. С 7 мая 1949 по 31 марта 1951 года — заместитель командующего бронетанковых и механизированных войск ГСВГ по технической части. С 1951 по 1953 год — заместитель командующего бронетанковых и механизированных войск Прикарпатского военного округа по технической части. С 1953 по 1954 год — заместитель командующего 6-й гвардейской механизированной армии по инженерно-танковой службе. С 1954 по 1961 год — заместитель командующего войсками Забайкальского военного округа по танковому вооружению.
С 1961 года в запасе.
Скончался 23 сентября 1983 года в Одессе.

### По воспоминаниям современников
По воспоминаниям генерал-лейтенанта Н. К. Попеля:

…мы с Катуковым отправились по срочному делу в армейский ремонтно-восстановительный батальон, во владения «танкового доктора» — генерал-майора Дынера.
Павел Григорьевич Дынер — мой старый знакомый. Коренной киевлянин, главный инженер завода, он ещё перед войной наряду со многими другими был направлен партией в армию. В 1940 году в Станиславе я впервые встретил Дынера, занимавшего тогда должность с длинным наименованием: «заместитель помощника командира полка по технической части». Инженер сразу получил в полку более короткое, но и более почетное прозвище — «танковый доктор»: с такой любовью он выслушивал и осматривал машину. В Дынере привлекала не только его любовь к делу, но и редкое умение передать эту любовь подчиненным, товарищам, увлечь самых разных людей рассказами о боевой технике. Войну он встретил со мной в Западной Украине 22 июня; под Москвой, когда лучшая танковая бригада Красной Армии получила звание Первой гвардейской, заместителем её командира по технической части был подполковник Дынер. Потом он — зампотех корпуса, затем — армии. Не было случая, чтоб к концу операции у нас в Первой гвардейской танковой армии оставалось в ремонте больше десяти процентов танков: прямо под огнем люди Дынера восстанавливали боевые машины. Работа коллектива наших ремонтников спасла за войну десятки тысяч человеческих жизней, а отремонтированными за это время машинами можно было полностью укомплектовать не одну танковую армию

## Награды
- два ордена Красного Знамени (25.08.1944, 06.04.1945)
- Орден Богдана Хмельницкого I степени (31.05.1945)
- Орден Отечественной войны I степени (27.08.1943)
- два ордена Красной Звезды (11.01.1942, 26.10.1955)
- Медаль «За боевые заслуги» (15.11.1950)
- Медаль «За оборону Москвы» (05.09.1944)
- Медаль «За взятие Берлина» (09.06.1945)
- Медаль «За освобождение Варшавы» (09.06.1945)
- Медаль «За победу над Германией в Великой Отечественной войне 1941—1945 гг.» (09.05.1945)
- Медаль «30 лет Советской Армии и Флота»[11][12]